# Panciova
Panciova (în sârbă Pančevo, cu alfabetul chirilic: Панчево, în maghiară Pancsova, în germană Pantschowa) este orașul de reședință al districtului Banatul de Sud din Voivodina, Serbia. Are o populație de 127.162 locuitori. Dintre aceștia 4.065 sunt de etnie română (3,19%).

## Personalități născute aici
- Đorđe Vajfert (1850 - 1937), antreprenor;
- Karl Hart (1858 - 1920), arhitect;
- Heinrich Knirr (1862 - 1944), pictor german;
- Olja Ivanjicki (1931 - 2009), artist plastic;
- Marinica Tepić (n. 1974), politician de etnie română, lider al opoziției în Serbia;
- Ioana Flora (n. 1975), actriță;
- Tamara Popović (n. 1993), handbalistă;
- Sanja Radosavljević (n. 1994), handbalistă.